# Dongye

Situación territorial en el período protohistórico coreano, anterior al de los «Tres Reinos».

Dongye que significa “ Tribu Ye del Este” fue un reino antiguo coreano en el parte norte de la península coreana que existió desde el siglo Ⅲ a. C. hasta el siglo Ⅴ. Tuvo límites enfrentados con los reinos coreanos de  Goguryeo y Okjeo al norte y con el también reino coreano de Jinhan al sur y con la comandancia de Lelang al oeste. Estaba ubicado en orillas de Hamgyŏng del Sur, Kangwon de Corea del Norte y la provincia Gangwon de Corea del Sur. Se cree que el epónimo Dongye fue una de las antiguas tribus coreanas.

## Historia
El nombre de Dongye apareció vez primera vez como un estado vasallo de Goguryeo. En el principio del siglo Ⅴ, Gwanggaeto el Grande de Goguryeo conquistó a Dongye, terminando la conquista de todas partes del norte de Corea y ocupando la mayoría de Manchuria y parte norte de Corea.  El territorio de Dongye parcialmente se absorbió a Silla.

## Gente y Cultura
Dongye se consideraba en consaguinidad con las mismas personas de Goguryeo, y compartió el idioma y el origen étnico de las personas de Okjeo y Goguryeo. Esto puede indicar que Dongye también compartió un origen común con Buyeo y Gojoseon. La población fue censada, registrándose 280.000 familias en su territorio.
Muy poca información sobre Dongye ha sobrevivido; la mayor parte de la información existente proviene de la discusión de los "bárbaros del Este" en los Registros chinos de los Tres Reinos . La costumbre del "Mucheon" (무천,舞天), un festival de adorar el cielo a través del canto y la danza en el décimo mes, se menciona en algunos registros. Este parece haber sido muy relacionado con el festival del Goguryeo Dongmaeng, celebrado en la misma época del año, que también incorpora escenografías marciales. El pueblo de Dongye adoró al tigre como una deidad.
La economía de Dongye se basa principalmente en la agricultura, incluida la sericultura y el cultivo de cáñamo. El festival Mucheon estaba dirigido en gran medida a lograr una buena cosecha en el próximo año. Su agricultura parece haber sido bien organizada a nivel de aldea. 
La información sobre Dongye no era transmitida abundantemente: la mayor parte de Dongye se encuentra desde el clásico chino 〈Registros de los Tres Reinos〉. La costumbre de "Mucheon" (무천, 舞天, literalmente significa danza al cielo) fue el festival de tal estado en el mes de octubre, que  parece tiene conexión con el de Dongmyeong es decir, con el principal festival  del reino de  Goguryeo.